# 小島邦裕
小島 邦裕（こじま くにひろ、1978年2月11日 - ）は、日本の俳優。神奈川県藤沢市辻堂出身。身長178cm。辻堂小学校　湘洋中学校　玉川大学文学部教育学科健康スポーツコース（現教育学部教育学科）卒業。

## 人物
大学時代よりスポーツ指導者として各種レッスンを担当。また、2002年より舞台を中心に芸能活動を開始。サーフィンが得意でグループを組んでいた。
元TEAM 発砲・B・ZIN団員。2006年には「超星艦隊セイザーX」のジャッカル役で強烈な印象を残した。

## 出演

### 特撮
- 超星艦隊セイザーX（2006年） - ジャッカル役

### テレビドラマ
- こちら本池上署（2005年） - 古賀大作
- DRAMA COMPLEX「松本清張スペシャル・指」（2006年）
- 水曜ミステリー9「信濃のコロンボ事件ファイル」（2007 ‐ 2008年） - 川島刑事
- 月曜ゴールデン「探偵 左文字進12」（2008年） - 岡本秘書

### 映画
- 激情版　エリートヤンキー三郎（2009年）

### 音楽
- サーフィン部　「We are surfing boys」（シングル・2004年7月7日）

　　　We are surfing boys（作詞・作曲：西ノ園達大）
　　　言い忘れた言葉（作詞：小島邦裕・作曲：西ノ園達大）
　　　想夏（作詞・作曲：西ノ園達大）
TEAM 発砲・B・ZIN団員の工藤潤矢・西ノ園達大・小島邦裕によるユニット（Producer 中村隆道）